# Чемпіонат Закарпатської області з футболу 2003
Чемпіонат Закарпатської області з футболу 2003 року — футбольні змагання серед аматорських команд Закарпаття, які проводилися обласною федерацією футболу з 13 квітня до 16 листопада.

## Вища ліга
Підсумкова турнірна таблиця
| М  | Команда                     | І  | В  | Н | П  | РМ     | О  |
| -- | --------------------------- | -- | -- | - | -- | ------ | -- |
| 1  | «Авангард» Свалява          | 34 | 29 | 2 | 3  | 133−20 | 89 |
| 2  | ОСК «Закарпаття»-2 Ужгород  | 34 | 28 | 4 | 2  | 109−17 | 88 |
| 3  | СК «Русь» Хуст              | 34 | 24 | 7 | 3  | 95−27  | 79 |
| 4  | «Севлюш» Виноградів         | 34 | 24 | 1 | 9  | 92−40  | 73 |
| 5  | «Аваль» Мукачево            | 34 | 21 | 5 | 8  | 85−41  | 68 |
| 6  | «Ялинка» Великий Бичків     | 34 | 20 | 4 | 10 | 94−42  | 63 |
| 7  | СК «Берегово»               | 34 | 19 | 5 | 10 | 85−38  | 62 |
| 8  | «Карпати» Мукачево          | 34 | 17 | 6 | 11 | 65−44  | 57 |
| 9  | ФК «Тячів»                  | 34 | 16 | 4 | 14 | 67−68  | 50 |
| 10 | СКА «Легіон» Мукачево       | 34 | 16 | 4 | 14 | 57−50  | 42 |
| 11 | «Верховина» Міжгір`я        | 34 | 13 | 4 | 17 | 68−71  | 40 |
| 12 | «Бужора» Іршава             | 34 | 10 | 3 | 21 | 50−81  | 31 |
| 13 | «Олімпія» Діброва           | 34 | 8  | 6 | 20 | 40−77  | 26 |
| 14 | «Колос» Вишково             | 34 | 6  | 4 | 24 | 34−85  | 20 |
| 15 | «Будівельник» Приборжавське | 34 | 5  | 4 | 25 | 21−112 | 19 |
| 16 | «Говерла» Ясіня             | 34 | 5  | 5 | 24 | 26−117 | 16 |
| 17 | «Зірка» Онок                | 34 | 5  | 0 | 29 | 38−110 | 11 |
| 18 | «Боржава» Довге             | 34 | 5  | 2 | 27 | 20−139 | 11 |

- З команди «Ялинка» Великий Бичків знято 1 очко за неявку на гру
- З команди ФК «Тячів» знято 2 очки за неявки на матчі
- З команди СКА «Легіон» Мукачево знято 10 очок за неявки на матчі
- З команди «Верховина» Міжгір`я знято 3 очки за неявки на матчі
- З команди «Бужора» Іршава знято 2 очки за неявки на матчі
- З команди «Олімпія» Діброва знято 4 очки за неявки на матчі
- З команди «Колос» Вишково знято 2 очки за неявки на матчі
- З команди «Говерла» Ясіня знято 4 очки за неявки на матчі
- З команди «Зірка» Онок знято 4 очки за неявки на матчі
- З команди «Боржава» Довге знято 6 очок за неявки на матчі